# خورشیدماهی اقیانوسی
خورشید ماهی اقیانوسی (نام علمی: Mola mola) یکی از سنگین‌ترین ماهی‌های استخوانی شناخته شده در جهان است، البته نوع دیگری از خویشاوند آفتاب‌ماهی جنوبی با نام خورماهی اسکندر (نام علمی: Mola alexandrini) وجود دارد که از همین سرده است. نوع بالغ معمولاً بین ۲۴۷ تا ۲۰۰۰ کیلوگرم (۵۴۵ تا ۴۴۰۹ پوند) وزن دارند. این گونه بومی آب‌های گرمسیری و معتدل در سراسر جهان است. ظاهر ماهی به گونه‌ای است که سرش شبیه دم می‌نماید از مجانب مسطح است. زمانی که باله‌های پشتی و شکمی‌شان تا نهایت رشد کند طول و عرض ماهی تقریباً یکسان می‌شود.
خورماهی‌ها شکارچیان ماهری هستند که اغلب از ماهی‌های کوچک، لارو ماهی، ماهی مرکب و سخت‌پوستان تغذیه می‌کنند. عروس دریایی و نمک‌های دریایی (salps) که زمانی تصور می‌شد طعمه اصلی خورماهی هستند، تنها ۱۵ درصد از رژیم غذایی آفتاب‌ماهی‌ها را تشکیل می‌دهند. ماده‌های این گونه می‌توانند بیش از هر مهره‌دار شناخته‌شده دیگری، تا ۳۰۰۰۰۰۰۰۰ تخم به صورت همزمان تولید کنند. نزدیکترین خویشاوند خور ماهی، ماهی بادکنکی مینیاتوری است که با باله‌های سینه ای بزرگ، باله دم و خارهای بدن که مشخصه آفتاب ماهی بالغ نیست.

## پژوهش‌ها و داده‌ها
- FishBase reference
- Australian Museum
- Large Pelagics Research Lab
- OceanSunfish.org

## تصاویر و ویدئو
- Mike Johnson Natural History Photography
- Phillip Colla Photography/Oceanlight.com
- Water Worx Dive Center Bali
- Video lecture (16:53): Swim with giant sunfish in the open ocean - Tierney Thys, Ph.D